# Grete Tulinius
Grete Tulinius (født 22. maj 1964) er en dansk skuespiller og speaker.
Grete Tulinius er uddannet skuespiller fra Statens Teaterskole i 1988. Hun har medvirket i en lang række forestillinger på teatre over hele landet, men er mest kendt for sit virke som speaker og indlæser. Hun underviser desuden i oplæsning og mikrofonteknik på bl.a. Københavns Universitet.
Grete Tulinius har lagt stemme til mere end 200 dokumentarprogrammer for Danmarks Radio, ca. 300 lydbøger for bl.a. Gyldendal, Lindhardt og Ringhof og Biblioteksmedier, mange reklamer på TV og radio samt firma- og produktpræsentationer på internettet på både dansk og engelsk.
Hun har også lagt stemme til Nakoma i tegnefilmene om Pocahontas.
Af populære lydbøger kan bl.a. nævnes Ida Jessens bøger om Hvium: Den der lyver, Det første jeg tænker på samt Børnene. Og i 2011 genudgav Gyldendal Jean M. Auels populære serie Jordens Børn med Grete Tulinius som indlæser.
Hendes stemme kan desuden høres så forskellige steder som i telefonen, f.eks. Jobcenter København og på Statsministeriets hjemmeside til rundvisning i Statsministeriet og på Marienborg.
Grete Tulinius er cand.scient. i biologi-bioteknologi fra Landbohøjskolen med speciale i plantebiologi. 
Arbejder med populærvidenskabelig formidling af naturvidenskabelige emner både skriftligt og mundtligt. Hun afsluttede i 2009 uddannelsen til bioenergetisk psykoterapeut ved Institut for Sensetik og er desuden fadderskabs-administrator for Aktion Børnehjælp.